# Thun

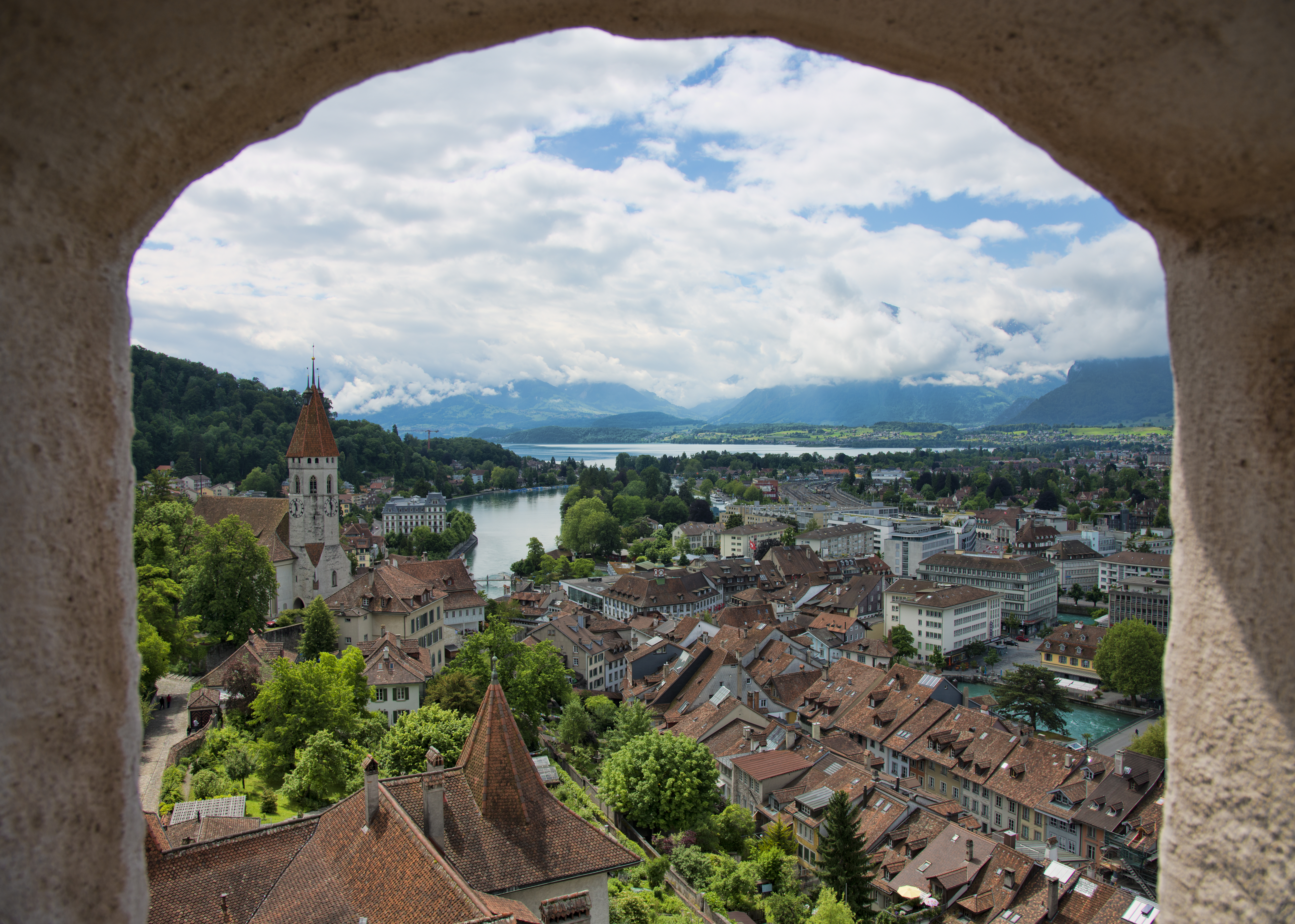
Vista desde el castillo de Thun.

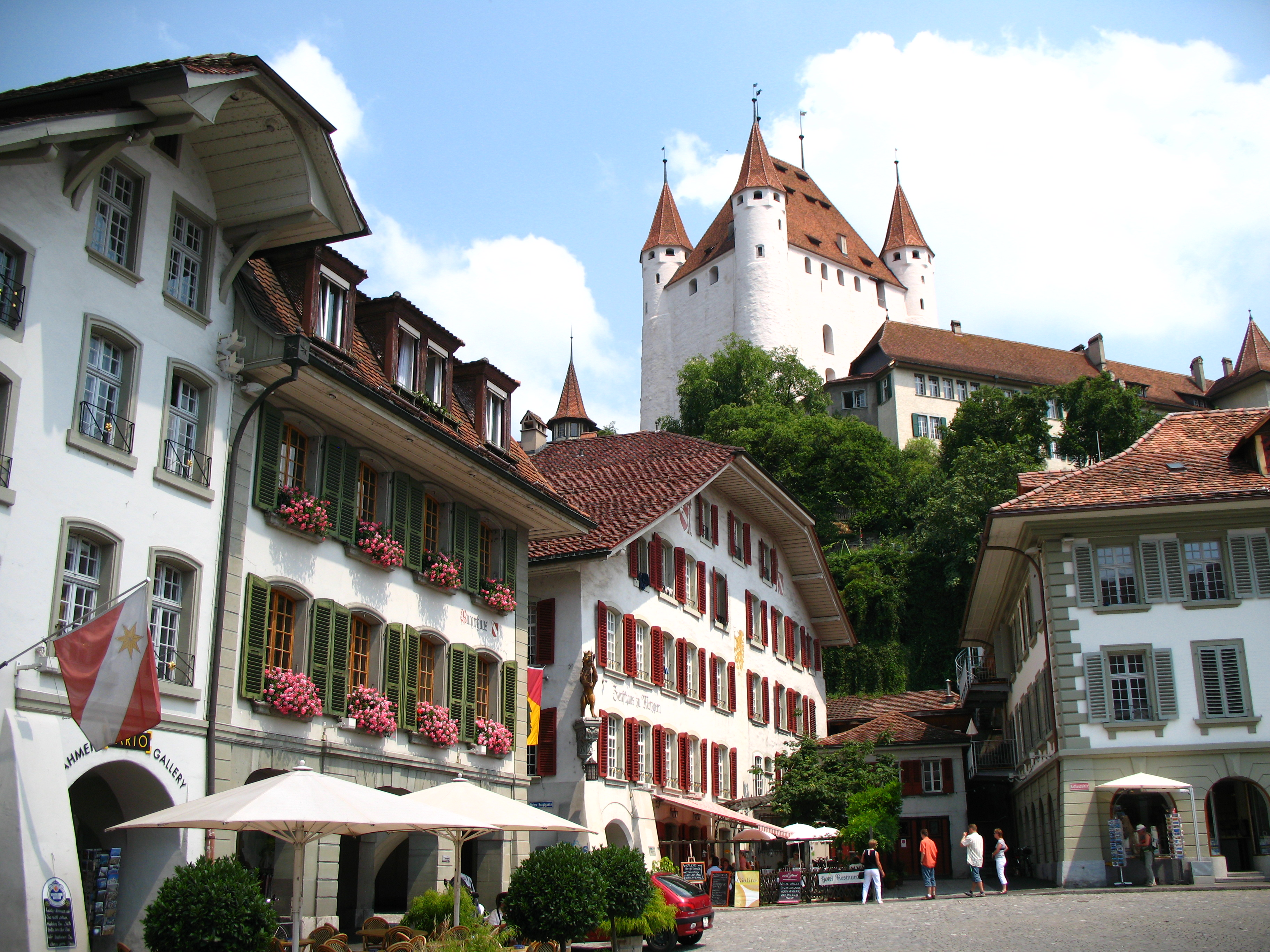
Castillo de Thun.

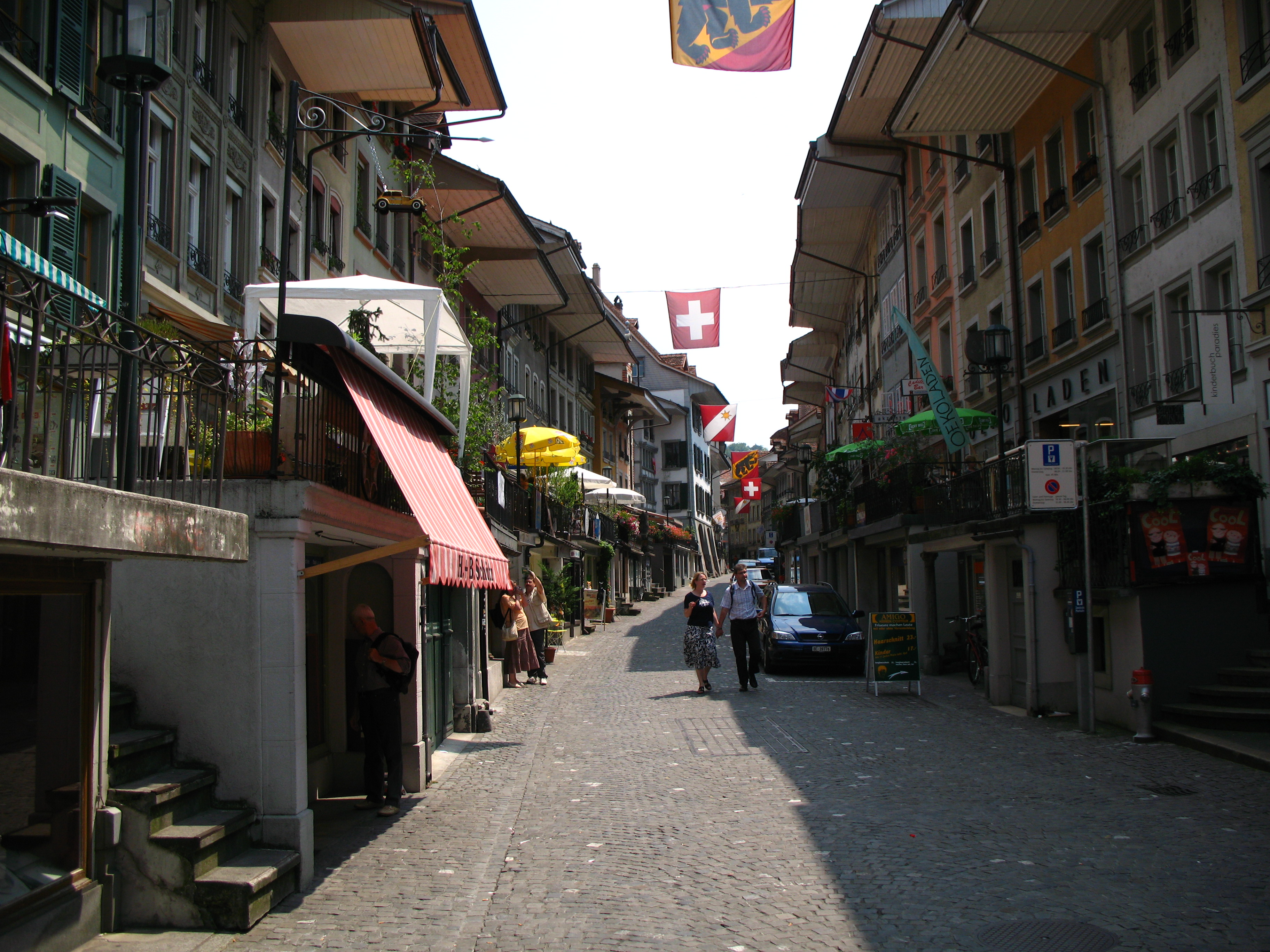
Calle en el centro de Thun.

Thun (en francés Thoune) es una ciudad y comuna suiza del cantón de Berna, capital del distrito administrativo de Thun. Thun es la tercera ciudad más poblada del cantón de Berna, y es el principal centro urbano del Oberland bernés. Hasta el 31 de diciembre de 2009 fue capital del distrito de Thun.

## Geografía
La ciudad se encuentra situada a orillas del lago de Thun. El centro histórico no se halla directamente al borde del lago, sino sobre un islote del Aar, que separa en dos brazos la ciudad. 
Gracias al lago y la proximidad a los Alpes berneses, Thun atrae turistas desde principios del siglo XIX. En 1879, con la introducción del ferrocarril la región cogió un aire nuevo. Durante la segunda parte del siglo XX la ciudad se extendió hacia el oeste, donde se encuentran los barrios modernos y donde se encuentra también implantada la actividad industrial. 
La ciudad limita al norte con las comunas de Steffisburg, Schwendibach y Homberg, al este con Heiligenschwendi y Hilterfingen, al sur con el Spiez y Zwieselberg, y al oeste con Amsoldingen, Thierachern y Uetendorf.

## Historia
El nombre de la ciudad proviene del celta dunum, que significa ciudad fortificada. El lugar que hoy ocupa la ciudad fue habitado desde el 2500 a. C.. La región de Thun formó parte del Sacro Imperio Romano Germánico desde 1033, cuando Conrado II ganó el título de rey de Borgoña. Los emperadores confiaron a la familia de los Zähringen, centrada en Berna, la tarea de subyugar a los nobles de la Suiza central. Alrededor del año 1190, el duque Bertoldo V de Zähringen construyó el castillo de Thun y expandió la ciudad. Tras la muerte de Bertoldo en 1218, sus territorios pasaron a Ulrico III de Kyburgo.
En 1264, Thun recibió los derechos de ciudad y en 1384 la ciudad fue comprada por la ciudad-estado de Berna. Thun fue la capital del cantón del Oberland durante la República Helvética.

## Monumentos
- El castillo de Thun del siglo XII
- El ayuntamiento del siglo XVI (Rathaus)
- El castillo Schadau
- Antonella Tarquinio

## Museos
- Museo de historia (Castillo)

## Deporte
- FC Thun

## Manifestaciones
- Festival internacional de los Órganos de Berbería, en julio, todos los años impares desde 1979, site

## Militar
- Cuartel
- Plaza de armas

## Ciudades hermanadas
- Gabrovo.
- Gadjagan.

## Transporte
Carreteras
- Autopista A6,  16 Thun Nord y  17 Thun Süd.

Ferrocarril
Cuenta con una estación de ferrocarril que ofrece numerosas conexiones nacionales e internacionales mediante trenes de cercanías, regionales, o de larga distancia. En la estación confluyen las siguientes líneas ferroviarias:
- Línea Berna - Thun - Spiez - Túnel de base de Lötschberg - Brig - Milán
- Línea Thun - Konolfingen - Burgdorf (Berthoud)
- Línea Thun - Belp - Berna
- Línea Thun - Münsingen - Berna

Puerto
- Puerto de barcos sobre el lago de Thun.